# Petrești, Vrancea
Petrești este un sat în comuna Vânători din județul Vrancea, Moldova, România.

## Obiectiv turistic
- Muzeul Satului Vrâncean din Crângul Petrești.

## Personalități marcante
- Barbu Ștefănescu Delavrancea (n. 1858, București - d. 1918, Iași), scriitor, orator și avocat român, membru al Academiei Române și primar al Capitalei. În satul Petrești s-a născut tatăl scriitorului, Ștefan Tudorică Albu. La aceea vreme, satul făcea parte din comuna Năruja. La începutul secolului al XIX lea, Ștefan Tudorică Albu, a plecat din sat cu turma sa de oi și s-a așezat în zona Vergului de lângă București.[1]
- Corneliu Zelea Codreanu (1899-1939), om politic. În Crîngul Petrești, la 14 iunie 1925, a avut loc nunta lui  cu Elena Ilinoiu (1902-1994).